# エクスプロイダー
エクスプロイダー（Exploder）は、プロレス技の一種である。英語圏ではT-ボーン・スープレックス（T-Bone Suplex）と呼ばれている。

## 概要
秋山準のオリジナル技。相手の側面から裏投げのように組み付き、片腕で相手の首根っこ付近を、もう片腕で相手の腿を抱え込み後方へと反り投げる。相手は肩口や背面から斜めに落とされる。相手の実力や状況に応じて落とす角度を調整しやすい利点もある。秋山はインタビューで素早く相手を捕らえて投げることができ、かつ落とし方を調整しやすい投げ技の必要性を感じ、試行錯誤の末に考案したと語っている。
秋山が若手時代に考案して裏投げの派生技と認識されており、秋山が名付けるまで「裏投げスープレックス」、「変形キャプチュード」などと呼称されていた。「エクスプロイダー」とは秋山の若手時代についた通称「超新星」から新星爆発をイメージして、「爆発」を意味する英単語「Explosion」とプロレスの投げ技である「スロイダー」の合成造語。

## 主な使用者
- 秋山準
- 永田裕志 - 秋山から直接伝授された。
- OKUMURA
- 横須賀ススム
- 火野裕士 - ヒノ・スープレックスの名称で使用。
- 竹田誠志
- GOSAMARU
- 河上隆一
- MUSASHI
- タニー・マウス
- 沖野小百合
- チェリー
- サミ・ゼイン

## 派生技

### 垂直落下式エクスプロイダー
石井慧介がデンジャラス・エクスプロイダーの名称で使用している得意技。相手を頭上まで完全に持ち上げ脳天から垂直に落とす。

### リストクラッチ・エクスプロイダー
秋山準のオリジナル技。相手の片腕の手首を相手の股間を通して掴み後方へと反り投げる。

### 変形リストクラッチ・エクスプロイダー
永田裕志のエクスプロイダー・オブ・ジャスティスの名称で使用しているオリジナル技。相手の腕を脚の後ろからクラッチして後方へと反り投げる。

### ダブルリストクラッチ・エクスプロイダー
木高イサミが憤怒の罪（ドラゴン・シン）の名称で使用しているオリジナル技。体の前で組ませた相手の両手首を正面から左手で掴み、右手で相手の首の後ろを抱えて後方へと反り投げる。

### Tボーン・スープレックス
シェルトン・ベンジャミンの得意技。相手の片腕を捻って自身の首に巻きこむようにして相手の脇へ頭を差し込んで前方から持ち上げて後方へと反り投げて、腿をクラッチしていた左腕で片エビ固めに移行してフォールする。

### エクストマック・クラッシャー
秋山準のオリジナル技。エクスプロイダーの体勢で抱え上げた後、前方に落としストマック・クラッシャー（座り込んで片膝を立て、そこへ相手の腹部をぶつける）へ移行する。

### アキヤマ・クラッチ
秋山準のオリジナル技。エクスプロイダーの体勢で抱え込んだ状態から素早く体勢を変えて腕取り式回転片エビ固めへ移行してフォールする。

## ブリザード・スープレックス
ブリザード・スープレックス（Blizzard Suplex）は、プロレス技の一種である。

### 概要
飯塚高史のオリジナル技。相手への抱え方がエクスプロイダーに酷似するが、エクスプロイダーのように縦もしくは斜め上ではなくブロック・バスター同様に相手を、ひっくり返すように後方へと反り投げて、ブリッジを維持しつつ相手の体を抱えたままフォールする。
ブリザード・スープレックスはエクスプロイダーに先駆けて開発されたがエクスプロイダーには投げ捨て式が存在しなかった。そのため、ホールド式をブリザード・スープレックス、投げ捨て式をエクスプロイダーと呼ぶ傾向があった。その後、飯塚がエクスプロイダーと同型の投げ捨て式ブリザード・スープレックスのみを使用するようになり、投げ捨て式の場合もブリザード・スープレックスと呼ばれてホールド式がほぼ消滅状態となった。現在では飯塚と秋山の技を同様の技として扱う場合もある。

### 主な使用者
- 飯塚高史
- 浅川紫悠
- 上野勇希
- バイソン木村
- 中山香里 - 爆NEWスープレックスの名称で使用。
- 乃蒼ヒカリ